# Amet Gjanaj
Amet Gjanaj (Brussel, 7 juni 1968) is een Belgisch politicus voor de PS.

## Levensloop
Gjanaj is van Albanese afkomst. Hij studeerde in 1993 af als licentiaat in de economische wetenschappen aan de Université libre de Bruxelles en werkte van 1999 tot 2015 als zelfstandig business analist voor startende bedrijven. Hij was ook betrokken bij allerlei projecten rond internationale ontwikkeling, met name in de ondersteuning van de ontwikkeling van economische activiteiten in landelijke streken in Albanië, Kosovo en Marokko.
Hij werd politiek actief voor de PS en werd voor deze partij in oktober 2006 verkozen tot gemeenteraadslid van Sint-Jans-Molenbeek. Na de gemeenteraadsverkiezingen van oktober 2018 trad Gjanaj toe tot het schepencollege en van 2018 tot 2024 was hij bevoegd voor Economie, Werkgelegenheid, Middenstand, Handel en Stedenbouw. Na de gemeenteraadsverkiezingen van 2024 bleef hij schepen van Economie en Werkgelegenheid en werd hij tevens belast met Personeel, Cultuur en Internationale Betrekkingen.
Van mei 2014 tot mei 2019 zetelde Gjanaj in het Brussels Hoofdstedelijk Parlement. Hij zetelde er in de commissies Economische Zaken en Tewerkstelling en Binnenlandse Zaken. Bij de verkiezingen van mei 2019 kandideerde hij voor een onverkiesbare plaats op de PS-lijst voor het Europees Parlement.